# Берн (футбольний клуб)
«Берн» (нім. Fussballclub Bern) — швейцарський футбольний клуб з однойменного міста, заснований 1894 року. Домашні матчі проводить на стадіоні «Нойфельд».

## Історія
Клуб був заснований 6 червня 1894 року Феліксом Шенком і став п'ятим найстарішим клубом у Швейцарії із нині існуючих після «Санкт-Галлена» (1879), «Грассгоппера» (1886), «Сервета» (1890) та «Базеля» (1893). Кілька років по тому, в 1898 році, група студентів покинула клуб, утворивши нову команду, «Янг Бойз». Між двома клубами зародилось класичне міське суперництво, яке тривало багато років.

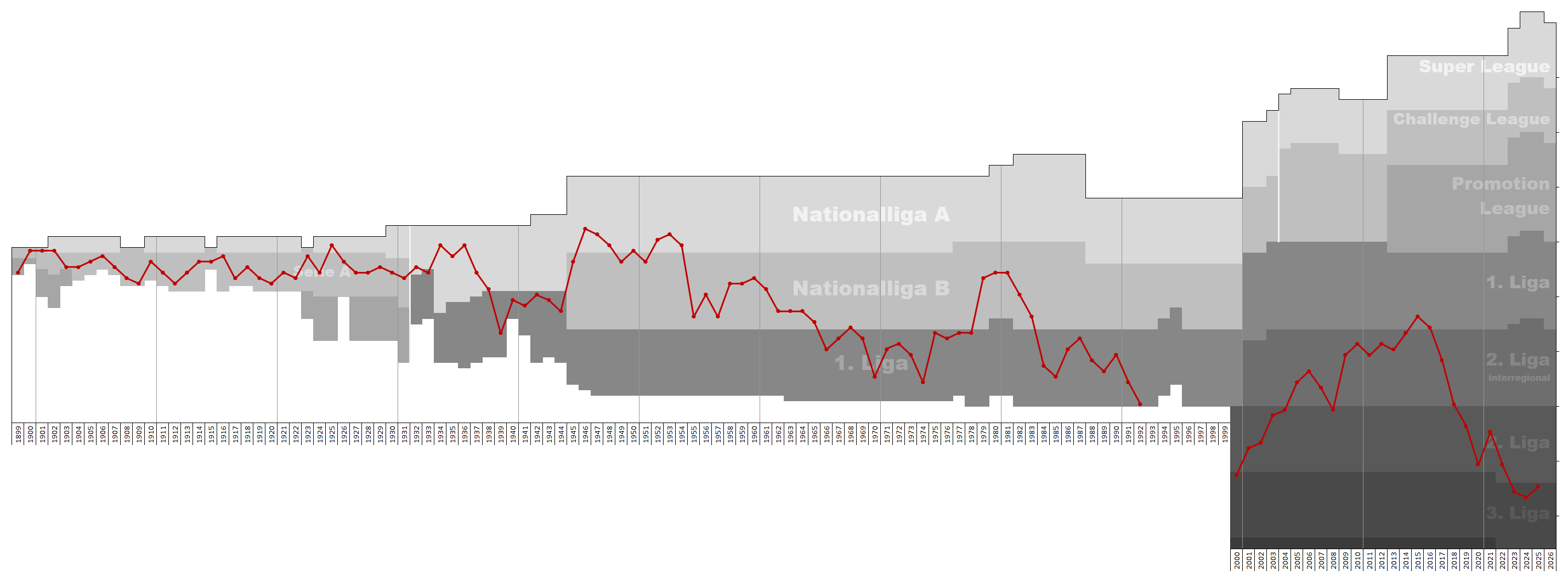
Статистика виступів клубу у чемпіонатах Швейцарії.

У сезоні 1899/00 «Берн» дебютував у вищому дивізіоні й відразу став фіналістом турніру. У наступному розіграші клуб знову став віцечемпіоном Швейцарії, повторивши це досягнення 1925 року, а у наступному році клуб став фіналістом першого розіграшу Кубка Швейцарії. Ще до цього у 1923 році клуб виграв чемпіонат Швейцарії, але потім виявилось, що у деяких матчах за «Берн» зіграв недозволений футболіст, через що чемпіонство у клубу було забране. Втім новий фінальний етап так і не був проведений, тому того року країна залишилась без офіційного чемпіона.
У 1936 році «Берн» брав участь у Кубку Центральної Європи, головному європейському клубному турнірі того часу, але вже у першому турі клуб розгромно поступився італійському «Торіно» із загальним рахунком 2:11.
Сезон 1931/32 команда закінчила на останньому місці й провела наступний сезон в другому дивізіоні, але через рік повернулася до найвищого рівня. В наступні роки команда ще кілька разів вилітала з еліти й сезон 1953/54 став останнім сезоном для клубу у вищій лізі. Після передостаннього 13-го місця, клуб опустився до другого дивізіону, в якому він останній раз грав у 1983 році. Надалі команда виступала виключно в аматорських регіональних змаганнях.

## Досягнення
- Володар Кубка Оха (2): 1922, 1925